# Paolo Quagliati
Paolo Quagliati (Chioggia, 1555 – Roma, 16 novembre 1628) è stato un compositore e organista italiano.

## Biografia
Paolo Quagliati, nacque a Chioggia intorno al 1555 da una famiglia nobile e benestante. Si stabilì a Roma nel 1574. Dal 1601 al 1617 circa fu organista in Santa Maria Maggiore. Lavorò anche come musicista per l'Oratorio del Crocifisso in numerose occasioni tra il 1595 e il 1618. Nel 1594 divenne cittadino romano. Svolse la maggior parte della sua attività compositiva nel periodo in cui fu introdotto lo stile monodico a Roma e lo stile concertato vocale-strumentale. Molto interessante è la sua produzione profana che comprende canzonette, madrigali ed arie. Fu anche valente clavicembalista.
Di lui si conoscono le seguenti composizioni: Raccolta di Paolo Quagliati Canzonette spirituali de diversi a tre voci. Libro Primo (Roma, 1585), contenente 16 canzonette di Quagliati e 9 di altri; Canzonette a 3 voci per sonare e cantare sul cembalo (libri 2, Roma, 1588); Ricercate, et Canzone per sonare, et cantare, libro primo a 4 voci (Roma, 1601); Carro di Fedeltà d'amore, (Roma, Robletti, 1611) azione drammatica su testo del suo allievo di cembalo, Pietro della Valle, eseguita in costume su un carro itinerante nel carnevale del 1606; Madrigali a 4 voci (Venezia, 1608), concertati con strumenti e basso continuo; Motecta octonis et Psalmus Dixit Dns. duodenis vocibus (Roma, 1612); Gli Affetti amorosi spirituali (Roma, 1617); 2 libri di Mottetti e Dialoghi da 2 a 8 voci (Roma, 1620 e 1627); La Sfera armoniosa (Roma, 1623), raccolta di arie, madrigali e villanelle a i e 2 voci, con alcuni tra i più antichi esempi di composizioni vocali concertate con un violino o violino e tiorba. Altre composizioni di Quagliati si trovano in raccolte dell'epoca, di Simone Verovio, di Giovanni Giovenale Ancina, di Abraham Schaedius e di altri. Recentemente Alfred Wotquenne ha ripubblicato due canzonette a 4 voci con cembalo e liuto dalla raccolta di Verovio, e Luigi Torchi (in Arte musicale in Italia, III) una Toccata dell'ottavo tono, per organo o cembalo, già inclusa nel Transilvano di Girolamo Diruta.